# Grallaria occabambae
Grallaria occabambae — вид горобцеподібних птахів родини Grallariidae.

## Таксономія
Птах описаний у 1923 році як підвид мурашниці рудої Grallaria rufula occabambae. У 2020 році таксон піднято до статусу виду на основі відмінностей в генетиці, вокалізаціях і оперенні. Тоді ж описано новий підвид G. o. marcapatensis.

## Поширення
Ендемік Перу. Поширений на східному схилі Анд у департаментах Хунін і Куско. Мешкає у вологих гірських лісах на висотах 2450–3650 м.
Grallaria occabambae відокремлений від близькоспорідненої Grallaria ayacuchensis річкою Апурімак.